# Polska Izba Informatyki i Telekomunikacji
Polska Izba Informatyki i Telekomunikacji (PIIT) istnieje od stycznia 1993 roku.

## Działalność Izby
Izba działa na podstawie ustawy o izbach gospodarczych (z 30 maja 1989 roku) i jest uprawniona do wyrażania opinii i dokonywania ocen wdrażania i funkcjonowania przepisów prawnych dotyczących prowadzenia działalności gospodarczej oraz Właściwe organy administracji państwowej udzielają izbom gospodarczym informacji niezbędnych do wykonywania ich zadań statutowych. Na tej podstawie Izba ma prawo lobbować w sprawach gospodarczych istotnych dla sektora informatycznego i telekomunikacyjnego.
Członkami Izby są podmioty gospodarcze prowadzące działalność gospodarczą w sektorze teleinformatyki – telekomunikacji i informatyki. Obecnie do Izby należy ponad 130 firm, reprezentowanych w Izbie poprzez swoich przedstawicieli.
Na potrzeby firm Izba wyjaśnia i postuluje zmiany w wielu ustawach i rozporządzeniach dotyczących przepisów: podatkowych, celnych, certyfikacyjnych, prawa autorskiego oraz prawa zamówień publicznych i prawa telekomunikacyjnego. Izba pomaga też bezpośrednio firmom w kluczowych dla nich oraz środowiska sprawach. Przy Izbie działa Sąd Polubowny do spraw domen internetowych.
Izba działa na rzecz równoprawnego prowadzenia działalności gospodarczej przez wszystkie podmioty w warunkach jednoznacznej interpretacji przepisów ustaw. Obecnie poprzez organizację DIGITALEUROPE zwiększyła swoje zaangażowanie w prace Komisji Europejskiej w sprawach dotyczących rynku teleinformatycznego. Współpracuje również z podobnymi organizacjami zagranicznymi oraz biurami handlowymi przy polskich ambasadach za granicą oraz zagranicznych ambasadach w Polsce.
Zajmuje się też promocją polskiego rynku teleinformatycznego oraz działających na nim firm. Współorganizowała Kongresy Informatyki Polskiej. Patronuje najważniejszym imprezom teleinformatycznym w Polsce i w Unii Europejskiej (np. Targi CeBIT).

## Władze Izby
Najwyższą władzą PIIT jest Walne Zgromadzenie Członków, zbierające się co najmniej raz w roku w pierwszym kwartale. Wybieralnymi organami Izby jest Rada Izby oraz Komisja Rewizyjna i Sąd Koleżeński. Bieżącym zarządzaniem Izbą zajmuje się Zarząd Izby z Prezesem wybieranym przez Zgromadzenie. Kadencja Władz Izby trwa 2 lata.

### Zarząd PIIT(kadencja 2023–2026)[1]
Andrzej Dulka – Prezes
Marta Brzoza – Wiceprezes
Jacek Falkiewicz – Wiceprezes
Xawery Konarski – Wiceprezes
Olaf Krynicki– Wiceprezes
Wiesław Paluszyński – Wiceprezes
Mirosław Śmiałek – Wiceprezes
Teresa Wierzbowska – Wiceprezes

### Rada PIIT(kadencja 2023–2026)[2]
Przewodniczący Rady: Andrzej Abramczuk – Netia
Wiceprzewodniczący: Artur Wiza – Asseco
Wiceprzewodniczący: Jacek Łęgiewicz – Samsung
Członkowie Rady:
Marta Brzoza – Orange
Sławomir Chabros – BizTech
Marcin Grabarczyk – NASK-PIB
Tomasz Hodakowski – Intel
Agnieszka Jankowska – T-Mobile
Piotr Kaczmarek – Nokia
Piotr Kuriata – Telor
Dariusz Kwieciński – Fujitsu Technology
Jarosław Ogorzałek – JMK Computerate
Marcin Olender – Google
Paweł Potakowski – Migam
Paweł Sokołowski – SAS
Maria Sołtan – IRS
Krzysztof Sosnowski – Ericsson
Borys Stokalski – RETHINK
Jacek Szczepański – Atende
Mirosław Śmiałek – Polkomtel
Teresa Wierzbowska – Cyfrowy Polsat
Małgorzata Zakrzewska – P4

### Poprzednie Władze Izby
Prezes Rady Izby
Prezes i członkowie Rady wybierani przez Zgromadzenie na 2-letnie kadencje
Wacław Iszkowski: 1993–1995, 1995–1997, 1997–1999, 1999–2001, 2001–2003, 2003–2005

Prezes Zarządu Izby
Prezes wybierany przez Zgromadzenie zarządza Izbą z wiceprezesami wybieranymi przez Radę Izby
Wacław Iszkowski: 2005–2007, 2007–2009, 2009–2011, 2011–2013, 2013–2015, 2015–2016
Ireneusz Piecuch: 2016–2017
Borys Stokalski: 2017–2019
Andrzej Dulka: 2019–2021, 2021-2023, 2023-2026
Przewodniczący Rady Izby
Przewodniczący Rady wybierany przez Radę wybraną przez Zgromadzenie na 2-letnią kadencję
Ireneusz Dąbrowski: 2005–2007
Marek Maniecki: 2007–2009
Wojciech Dylewski: 2009–2011
Paweł Czajkowski: 2011–2013
Krzysztof Król: 2013–2015, 2015–2016
Michał Jaworski: 2016–2017, 2017–2019
Artur Wiza: 2019–2021, 2021-2023
Andrzej Abramczuk: 2023-2026

## Nagroda PIIT
Polska Izba Informatyki i Telekomunikacji, począwszy od 2003 roku, przyznaje doroczne wyróżnienia osobom szczególnie zasłużonym dla rozwoju środowiska teleinformatycznego.
Nominacji do Nagrody dokonują wszyscy Członkowie PIIT. Laureatów Nagrody spośród nominowanych wyłania Kapituła Nagrody, utworzona przez dotychczasowych Laureatów oraz Członków Władz Izby.
Nagroda Polskiej Izby Informatyki i Telekomunikacji  stała się prestiżowym wyróżnieniem środowiska teleinformatycznego w Polsce.
W 2023 roku przyznano jubileuszową nagrodę 30-lecia PIIT.

### Lista Laureatów Nagrody PIIT[3]

#### Laureaci Nagrody[4]
Kapituła Nagrody PIIT

### Kapituła Nagrody 30-lecia PIIT
PREZYDIUM KAPITUŁY NAGRODY PIIT
1. Andrzej Abramczuk
2. Andrzej Dulka
3. Jacek Łęgiewicz
4. Artur Wiza

CZŁONKOWIE KAPITUŁY NAGRODY PIIT
1. Marta Brzoza
2. Jacek Falkiewicz
3. Xawery Konarski
4. Marek Kowalski
5. Olaf Krynicki
6. Wiesław Paluszyński
7. Mirosław Śmiałek
8. Teresa Wierzbowska
9. Krzysztof Żuk